# Lonchaea sororcula
Lonchaea sororcula is een vliegensoort uit de familie van de Lonchaeidae. De wetenschappelijke naam van de soort is voor het eerst geldig gepubliceerd in 1956 door Hackman.